# Dagsjön, Södermanland
Dagsjön är en sjö i Katrineholms kommun i Södermanland och ingår i Norrströms huvudavrinningsområde. Sjön har en area på 0,134 kvadratkilometer och ligger 48 meter över havet.

## Delavrinningsområde
Dagsjön ingår i det delavrinningsområde (656427-151092) som SMHI kallar för Rinner till Hjälmaren-Storhjälmaren. Medelhöjden är 48 meter över havet och ytan är 34,13 kvadratkilometer. Det finns inga avrinningsområden uppströms utan avrinningsområdet är högsta punkten. Avrinningsområdets utflöde Norrström (Eskilstunaån) mynnar i havet. Avrinningsområdet består mestadels av skog (30 procent) och jordbruk (15 procent). Avrinningsområdet har 477,14 kvadratkilometer vattenytor vilket ger det en sjöprocent på 45,8 procent. Bebyggelsen i området täcker en yta av 5,26 kvadratkilometer eller 1 procent av avrinningsområdet.